# Jarosław Iwaszkiewicz
Jarosław Leon Iwaszkiewicz (* 20. Februar 1894 in Kalnik, Russisches Kaiserreich; † 2. März 1980 in Stawisko bei Warschau) war ein polnischer Schriftsteller. Er war nicht nur Prosaschriftsteller, sondern auch Dramatiker, Publizist, Kritiker, Musikwissenschaftler und Übersetzer.

## Leben
Iwaszkiewicz wuchs in kleinbürgerlichen Verhältnissen auf, durch den frühen Tod seines Vaters im Jahre 1902 war seine Mutter bestimmend für seine Erziehung. Eine Art Vaterersatz stellte der Komponist Karol Szymanowski dar, ein entfernter Verwandter, zu dem Iwaszkiewicz zeitlebens eine sehr enge Beziehung hatte. Anders als seine Geschwister besuchte er ein russisches Gymnasium. 1912 legte er in Kiew das Abitur ab. Nach seiner Schulzeit studierte er dort Jura, besuchte aber auch zahlreiche Vorlesungen an der historischen und philosophischen Fakultät. Er begann bereits 1912 mit dem Schreiben und debütierte 1915 mit dem Gedicht „Lilith“ in der Zeitschrift Pióro. Ab 1916 war er als dramaturgischer Leiter und Schauspieler an einem polnischen Theater in Kiew tätig.
Als der Erste Weltkrieg zu Ende ging und der polnische Staat wiedergegründet wurde, ging er nach Warschau und arbeitete zunächst als Hauslehrer und Journalist. Ab 1923 war Iwaszkiewicz Sekretär des Sejmmarschalls Maciej Rataj und später Pressereferent im Außenministerium.
Er war 1920 einer der Mitbegründer der Dichtergruppe „Skamander“. Diese Gruppe setzte sich für den Gebrauch der alltäglichen Sprache in der Poesie ein, verkündete aber ansonsten ein „Programm der Programmlosigkeit“. Ab 1925 war Iwaszkiewicz Mitglied des polnischen PEN-Clubs, wobei er sich vor allem um die europäische Einigung der Intellektuellen bemühte. Während der 1930er Jahre arbeitete er im diplomatischen Dienst und lebte zeitweise in Kopenhagen und Brüssel.
Nach dem Ausbruch des Zweiten Weltkriegs 1939 und dem Beginn der Besetzung durch die deutsche Wehrmacht zog er sich zurück nach Stawisko, wo er sich gemeinsam mit Maria Dąbrowska und Jerzy Andrzejewski um das Weiterleben der polnischen Literatur im Untergrund bemühte. In seinem Wohnhaus fanden geheime Konzerte und Dichterlesungen statt.
Nach dem Zweiten Weltkrieg und der Machtübernahme der kommunistischen Partei wurde Iwaszkiewicz 1945/46 zum ersten Mal Präsident des Polnischen Schriftstellerverbands. Dieses Amt hatte er ab 1959 bis zu seinem Tod zum zweiten Mal inne. Ab 1952 bis zu seinem Lebensende war er Abgeordneter im polnischen Sejm.
Iwaszkiewicz machte sich besonders durch historische und zeitgeschichtliche Romane einen Namen.
Er schrieb teilweise auf Russisch und übersetzte Werke der englischen, russischen, französischen und dänischen Literatur ins Polnische.

## Werke
- König Roger (Król Roger). Opernlibretto. Musik (1918–25): Karol Szymanowski. UA 1926
- Die Verschwörung der Männer (Zmowa mężczyzn). 1930
- Die Mädchen vom Wilkohof (Panny z Wilka). 1932
- Das Birkenwäldchen (Brzezina). 1933
- Die roten Schilde (Czerwone tarcze). 1934
- Der Kongreß in Florenz (Kongres we Florencji).
- Drei Mühlen (Młyn nad Utratą u. a.). 1936
- Ein Sommer in Nohant (Lato w Nohant). 1937
- Mutter Johanna von den Engeln (Matka Joanna od Aniołów). 1946
- Johann Sebastian Bach (Jan Sebastian Bach). Warschau 1951
- Fryderyk Chopin. Kraków 1955
- Der Höhenflug (Wzlot). dt. übers. 1959
- Ruhm und Ehre (Sława i chwała). Trilogie, 1956–1962
- Die Liebenden von Marona (Kochankowie z Marony). 1961
- Das Mädchen und die Tauben (Dziewczyna i gołębie). 1965
- Heydenreich – Mephisto-Walzer (Heydenreich – Mefisto-walc). 1966
- Die Rückkehr der Proserpina (Powrót Proserpiny).
- Zwei Kirchen (Kościół w Skaryszewie).
- Anna Grazzi (Anna Grazzi. Italienische Novellen).

## Verfilmungen
Drehbuch
- 1950: Das Haus in der Einöde (Dom na pustkowiu)
- 1970: Das Birkenwäldchen (Brzezina), Regie: Andrzej Wajda

Vorlage
- 1960: Mutter Johanna von den Engeln (Matka Joanna od aniołów), Regie: Jerzy Kawalerowicz
- 1979: Die Mädchen von Wilko (Panny z Wilka), Regie: Andrzej Wajda
- 1986: Siegfried (Zygfryd)
- 1998: Ruhm und Ehre (Sława i chwała), Regie: Kazimierz Kutz
- 2005: Die Liebenden von Marona (Kochankowie z Marony), Regie: Izabella Cywińska
- 2009: Der Kalmus (Tatarak), Regie: Andrzej Wajda